# Rhyacia astuta
Rhyacia astuta är en fjärilsart som beskrevs av Corti 1928. Rhyacia astuta ingår i släktet Rhyacia och familjen nattflyn. Inga underarter finns listade.